# Microrregión de Ceres
La microrregión de Ceres es una de las  microrregiones del estado brasileño de Goiás perteneciente a la mesorregión  Centro Goiano. Su población fue estimada en 2006 por el IBGE en 215.282 habitantes y está dividida en 22 municipios. Posee un área total de 13.163,014 km². Siendo el municipio más poblado Goianésia.

## Municipios
- Barro Alto
- Carmo do Rio Verde
- Ceres
- Goianésia
- Guaraíta
- Guarinos
- Hidrolina
- Ipiranga de Goiás
- Itapaci
- Itapuranga
- Morro Agudo de Goiás
- Nova América
- Nova Glória
- Pilar de Goiás
- Rialma
- Rianápolis
- Rubiataba
- Santa Isabel
- Santa Rita do Novo Destino
- São Luís do Norte
- São Patrício
- Uruana

- Datos: Q1484496